# Gélelektroforézis
A gélelektroforézis alapelve, hogy a töltéssel rendelkező molekulák elektromos térben töltésüknek megfelelően az ellentétes töltésű elektróda felé mozognak. Ennek sebessége (v) függ a molekula töltésétől (z), a tömegétől és alakjától függő súrlódási együtthatótól (f) továbbá az elektromos térerőtől (E): {\displaystyle V={Ez \over f}}

## Módszer
A gélelektroforézist makromolekulák, elsősorban fehérjék vagy DNS (dezoxiribonukleinsav) fragmentek elválasztására használják.
A fehérjék elválasztásához leggyakrabban olyan porózus gélt (pl. poliakrilamid) használnak, amellyel a fehérjék nem reagálnak és amely egyben molekulaszűrőként is szolgál. A pórusok nagyságától függően a különböző méretű fehérjék vándorlása befolyásolható: ha molekula mérete kicsi a pórusokhoz képest, gyorsan mozog, ha nagy, a fehérje szinte mozdulatlan marad a gélben (a pórus mérete változtatható). 
A gélelektroforézis egy gyakran alkalmazott változata az SDS-PAGE (nátrium-dodecil-szulfát–poliakrilamid gél) módszer, ahol a fehérjék denaturálódnak a felületükre adszorbeálódó negatív töltésű SDS következtében. Az adszorbeálódott SDS miatt a töltés/tömeg arány állandóvá válik, így a fehérjék elválasztása a molekulatömegük alapján történik. Mivel ennél a módszernél a fehérjék elektroforetikus mobilitása logaritmikusan arányos a tömegével, ha ismert molekulatömegű fehérjék is rendelkezésünkre állnak, a módszer különböző fehérjék relatív molekulatömegének meghatározására alkalmas.
Ha a fehérje több láncból épül fel, amelyeket diszulfid hidak kapcsolnak össze, akkor azok redukciója után az egyes láncok elválaszthatók egymástól és relatív tömegük meghatározható. 
A polipeptidláncok láthatóvá tehetők különböző festési eljárásokkal.
Nagyobb méretű fehérjékhez, illetve a DNS fragmentek elválasztásához a poliakrilamidnál nagyobb pórusméretű agaróz gél használatos.